# 비야디
비야디(BYD Co. Ltd., "Build Your Dreams", 중국어: 比亚迪股份有限公司)는 중국의 제조업 공개 회사로서, 중화인민공화국 광동성 심천시 대붕신구에 본사를 두고 있다. 1995년 2월 왕추안푸에 의해 설립되었다. 이 기업은 2개의 주요 자회사 비야디 자동차와 비야디 일렉트로닉이 있다. 비야디는 자동차, 버스, 전기자전거, 트럭, 지게차, 태양 전지 판, 이차 전지를 제조한다.
자동차(특히 완전전기차량, 하이브리드 전기차, 버스, 트럭 등), 전기자전거, 지게차, 태양 전지 판, 이차 전지(휴대 전화 배터리, 전기차 배터리, 재생 가능 벌크 스토리지)의 주요 제조업체로 성장했다.

## 같이 보기
- 비야디 자동차